# Roberto Macedo
Roberto Eduardo da Costa Macedo (Santo Tirso, Santo Tirso, 14 de julho de 1887 – Ramalde, Porto, 19 de julho de 1977) foi um juiz, escritor, publicista e poeta português.

## Biografia
Nasceu a 14 de julho de 1887 na Rua 26 de Março, freguesia e concelho de Santo Tirso. Era filho do advogado Eduardo da Costa Macedo e de Anastácia Cristina Sanches de Macedo, doméstica, natural do Porto (freguesia de Vitória).
Seguiu as pegadas de seu pai, quanto à capacidade de elevar a alma e a poesia.[carece de fontes?]
Em 1899 dá-se uma forte onda da peste bubónica na zona do grande Porto, incluindo Santo Tirso, assim sendo Roberto vai estudar para o Colégio Aveirense, onde completa o liceu e inicia o poema "o meu varino" Gabão, varino de Aveiro. Mais tarde em 1907, enquanto estudante no liceu de Braga, foi militante na Associação Académica, onde contesta e participa na greve dos alunos. Com 25 anos de idade forma-se em Direito na Universidade de Coimbra (1907-1912), depois foi Juiz de Direito e esteve em várias comarcas em Portugal como: Vieira do Minho, Fafe, Vila da Feira, Guarda e Porto.
Envolveu-se entusiasticamente na  política, tendo discursado no dia da proclamação da República em 1910. Em 1913 foi nomeado ajudante de notário da Comarca de Santo Tirso. Colaborou em vários jornais de Santo Tirso, tendo sido director do Jornal Povo, publicou várias Obras, destacando-se mais os seus últimos livros como Poemas e em 1969 publica em prosa Uma Ilustre Dama Brasileira em Santo Tirso, em que tem a finalidade de contar a história de Alice Saint Brisson e da sociedade Tirsense, nos princípios do século XX e dar uma homenagem à comunidade Luso/Brasileira e a todos os Portugueses que, desde a descoberta do Brasil deram a sua vida e os seus esforços.
A 19 de junho de 1920, casou em Santo Tirso com Ana Coelho Hargreaves (Santo Tirso, Santo Tirso, c. 1898 – 28 de agosto de 1974), filha de Tomás Hargreaves e de Maria Silvina Coelho Hargreaves. Deste casamento nasceu o futuro arquiteto Hargreaves da Costa Macedo.
Morreu a 19 de julho de 1977, na freguesia de Ramalde, no Porto.

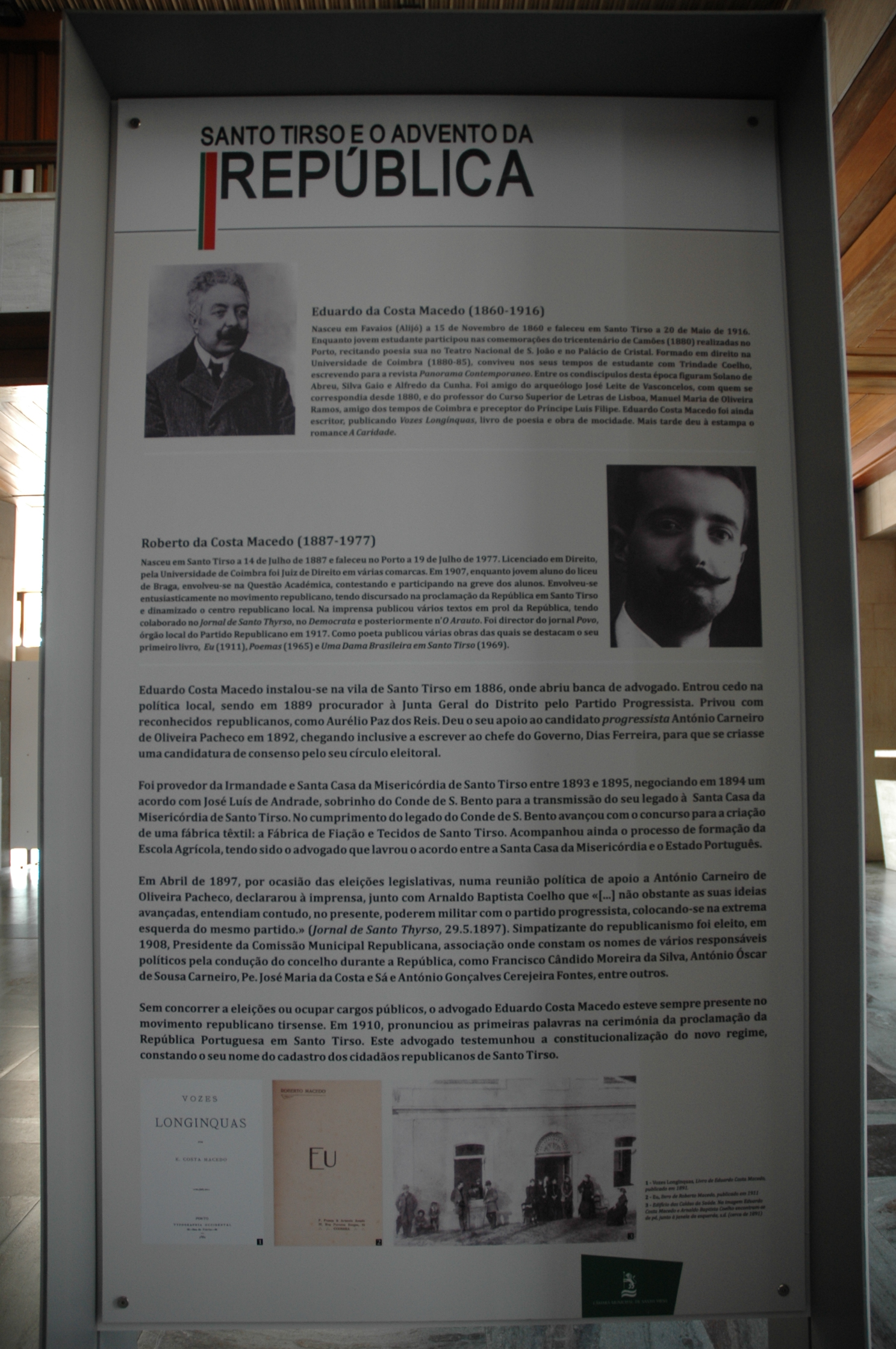
Sto Tirso e o advento da republica

Em 2010 a Câmara de Santo Tirso, na comemoração dos 100 anos da República, fez-lhe uma homenagem, como também a todos os outros Republicanos Tirsenses.

## Obras
Na sua Obra constam vários versos, artigos escritos, tendo sido colaborador assíduo dos jornais de Santo Tirso, como: Jornal de Santo Thyrso, Semana Tirsense, no Democrata e posteriormente n'O Arauto e Jornal Povo. 
Constam também vários discursos públicos.
- EU (tipografia: Coimbra: França & Arménio Amado) (1911)[8]
- Poemas D'Hoje (tipografia: Coimbra: França & Arménio Amado) (1914)[9]
- Notas históricas: é difícil estudar a História do Brasil(1941)[10]
- Efemérides cariocas (1943)[11]
- Esperança outonal: versos: curso jurídico de (1907-1912): quarenta anos depois(1952)[12]
- A Claridade da Vida[13]
- O Homem e o seu Carácter, Porto (1960)[14]
- Dor Venturosa
- Poemas D'aço
- Novos Caminhos
- POEMAS (1965)[15]
- Faceta Epistolar - Cartas a uma Filha - Julho  de (1967)
- Uma Ilustre Dama Brasileira, Santo Tirso(1969)[16]